# Вальден, Иосиф Анатольевич
Иосиф Анатольевич Вальден (1903, Российская империя — 25 октября 1938, Курск) — советский партийный деятель, журналист и редактор. Делегат XVII съезда ВКП(б). Ответственный редактор газеты «Курортных известий», Ялта. В 1938 году репрессирован и расстрелян.

## Биография
Родился в 1903 году, русский. Член ВКП(б) с 1918 года. Заместитель начальника политсектора МТС Центрально-Чернозёмной области. В 1934 году делегат XVII съезда ВКП(б) от партийной организации Центрально-Чернозёмной области с совещательным голосом.
Ответственный редактор газеты «Всесоюзная здравница» органа Ялтинского горкома ВКП(б) и Ялтинского городского совета народных депутатов, которая в 1937 году получила название «Курортные известия» как орган Управления курортами Крыма и Министерства здравоохранения СССР, освещала преобразования в соответствии с начавшейся реализацией общегосударственного проекта «Социалистическая реконструкция Южного берега Крыма».
В 1938 году был арестован. 19 апреля 1938 года был включён в Сталинские расстрельные списки по Курской области. Приговорён ВК ВС СССР 25 октября 1938 года к ВМН. Расстрелян 25 октября 1938 в Курске (впоследствии реабилитирован).